# Dare to Live (vivere)
Dare to Live (vivere) è un brano musicale della cantautrice Gerardina Trovato eseguito in duetto con il tenore Andrea Bocelli e successivamente tradotto in lingua italo-inglese e cantato dallo stesso Bocelli in duetto con Laura Pausini.

## Descrizione
Dare to Live (vivere) viene eseguita da Andrea Bocelli in duetto con Laura Pausini in lingua italo-inglese per la prima volta in versione live il 5 luglio 2007 al Teatro del Silenzio di Lajatico. Tale versione viene inserita nel DVD Vivere Live in Tuscany pubblicato a febbraio 2008.
Successivamente all'esibizione live, viene registrata la versione in studio del brano, inserita nell'album Vivere - The Best of Andrea Bocelli del tenore toscano ed estratto il 14 febbraio 2008 come singolo. Gli autori di questa versione sono Gerardina Trovato, Celso Valli, Angelo Anastasio, Eugenio Finardi per l'adattamento in lingua inglese e Jorge Ballesteros per l'adattamento in lingua spagnola.
La canzone viene tradotta in lingua spagnola con il titolo Vive ya! (vivere) ed inserita nell'album Vive ya - Lo mejor de Andrea Bocelli. 
I 2 brani vengono trasmessi in radio; vengono realizzati i 2 videoclip.
La canzone, scritta da Gerardina Trovato e cantata in coppia con Andrea Bocelli nel 1994, è inserita nell'album di Bocelli Romanza del 1997.

## Il videoclip
Il videoclip (in lingua italiana e in lingua spagnola) è stato diretto dal regista Beniamino Catena, prodotto da Paolo Soravia e girato in Africa.
Il videoclip, che non vuole promuovere un prodotto ma un messaggio, "Vincere la povertà. Insieme", ha come tema portante l'acqua come metafora. Nulla si può fare senza acqua. Eppure sono ancora troppe le persone che non ne hanno accesso a causa delle condizioni di povertà estrema in cui sono costrette a vivere. Ma se ciascuno di noi portasse un piccolo recipiente pieno d'acqua per innaffiarla, anche la pianta più secca riprenderebbe vita, se ciascuno di noi desse il proprio piccolo contributo anche la povertà potrebbe essere sconfitta.

## Tracce
CDS - Promo INS143 Sugar Music Italia
1. Dare to Live (vivere) (con Laura Pausini)

CDS - Promo ABCDP4 Sugar Music Italia
1. Dare to Live (vivere) (con Laura Pausini)

CDS - Promo Sugar Music Spagna-Latina
1. Vive ya! (vivere) (con Laura Pausini)

CDS - Promo Sugar Music Italia
1. La voce del silenzio
2. Dare to Live (vivere) (con Laura Pausini)
3. Time to Say Goodbye (con Sarah Brightman)
4. The Prayer (con Céline Dion)
5. Canto della terra

CDS - Promo Sugar Music Europa
1. Dare to Live (vivere) (Radio Remix Edit) (con Laura Pausini)

Download digitale
1. Dare to Live (Vivere) (con Laura Pausini)
2. Vive ya! (vivere) (con Laura Pausini)

## Pubblicazioni
Dare to Live (vivere) e Vive ya! (vivere) in duetto vengono inoltre inseriti negli album di Laura Pausini 20 - The Greatest Hits e 20 - Grandes Exitos del 2013.

## Nomination
Nel 2008 Vive ya! (vivere) riceve una nomination ai Latin Grammy Award nella categoria Miglior registrazione dell'anno.

## Classifiche
| Classifica (2008)       | Posizione massima |
| ----------------------- | ----------------- |
| Italia                  | 17                |
| Stati Uniti (latin)     | 20                |
| Stati Uniti (latin pop) | 6                 |

## Interpretazioni dal vivo
Dare to Live (vivere) viene eseguita da Andrea Bocelli e Laura Pausini in alcune esibizioni dal vivo: il 5 luglio 2007 al Teatro del Silenzio di Lajatico per la prima volta in assoluto; il 20 gennaio 2008 (in onda il 22 su Canale 5) presso l'Auditorium di via della Conciliazione a Roma durante la consegna dei Telegatti; a maggio 2008 durante un programma televisivo inglese del canale GMTV. Anche Vive ya! (vivere) viene eseguita in versione duetto live, l'8 novembre 2007, a Las Vegas, durante la cerimonia di consegna dei Latin Grammy Awards; il 24 aprile 2014 al BankUnited Center di Miami, durante la consegna dei Billboard Latin Music Award 2014, in diretta televisiva su Telemundo, dopo l'assegnazione del premio alla carriera consegnato a Bocelli.